# Affaire Denise Morelle
Vous pouvez aider à l'améliorer ou bien discuter des problèmes sur sa page de discussion.
- Son contenu est peut-être sujet à caution et doit absolument être sourcé. Si vous connaissez le sujet traité ici, vous pouvez le retravailler à partir de sources pertinentes en utilisant notamment les notes de bas de page. (Marqué depuis juillet 2020)

- Archive Wikiwix
- Bing
- Cairn
- DuckDuckGo
- E. Universalis
- Gallica
- Google
- G. Books
- G. News
- G. Scholar
- Persée
- Qwant
- (zh) Baidu
- (ru) Yandex
- (wd) trouver des œuvres sur Wikidata

Pour des articles plus généraux, voir Denise Morelle et Denise Morelle.
Pour les articles homonymes, voir Morelle (homonymie).
L'affaire Denise Morelle est un ensemble d'éléments qui a retenu l'attention des médias et de l'opinion publique : disparition de la comédienne québécoise Denise Morelle, le 17 juillet 1984, alors qu'elle jouait au théâtre et découverte de son corps le lendemain. Le meurtrier sera identifié 23 ans plus tard.

## Les circonstances
Denise Morelle jouait tout l'été 1984, avec plusieurs autres comédiens, au théâtre d'été de Sainte-Adèle. Elle ne revenait d’habitude à Montréal que les dimanches et lundis, journées de relâche.
Elle confie à son collègue René Gagnon qu'elle souhaitait rester à Sainte-Adèle le samedi (qui a précédé son assassinat), pour se reposer. Le lundi suivant, Denise Morelle lui téléphone pour lui dire que, finalement, elle a décidé de revenir à Montréal le dimanche pour visiter des appartements. À ce moment, elle cohabite avec un ami.
Le dimanche 15 juillet 1984, Denise Morelle est de retour à Montréal. Sachant qu'elle souhaite déménager, plusieurs de ses amis lui donnent des adresses d'appartements à louer. Elle souhaite faire ses propres recherches.
Le mardi 17 juillet en matinée, Denise déniche, dans une annonce classée d'un journal, un appartement sur la rue Henri-Julien. Le propriétaire de l'appartement de la rue Henri-Julien lui recommande de visiter un autre, situé sur la rue Sanguinet. Il lui précise que la porte est déverrouillée, et qu'il la rappellera le lendemain pour connaître ses impressions.

## Chronologie
À 14 h 30, jour de l'assassinat, Denise Morelle se rend à la Banque Laurentienne, située au 3823 boul. Saint-Laurent (point 1 de la carte géographie), pour effectuer un retrait bancaire d’un montant de 200 $, puis se dirige à pied vers le 1689, rue Sanguinet (point 2 de la carte géographie).
Durant sa visite dans l'appartement à louer, un individu se trouve à l'intérieur. L'individu squatte l'appartement depuis quelques jours, pour consommer des stupéfiants. L'enquête détermine qu'il ne connait pas personnellement Denise Morelle, mais il sait qui elle est. Il sera reconnu coupable 20 ans plus tard.
À 18 h 30, le 17 juillet 1984, le comédien René Gagnon et Denise Morelle ont rendez-vous. Ils ont l’habitude d'aller ensemble en voiture au théâtre d'été de Sainte-Adèle, où ils jouent pour la période estivale 1984. Denise Morelle ne se présente pas au rendez-vous. René Gagnon, inquiet, se rend à Sainte-Adèle. La représentation du 17 juillet est annulée, en raison de l'absence de Denise Morelle. Une autre comédienne, Louise Rémy, jouera le rôle. Les comédiens alertent les policiers et téléphonent aux hôpitaux de Montréal. « Quand Denise disait quelque chose, elle le faisait, toujours. Sa réputation était sans taches. Quand je suis arrivé au théâtre et que personne ne savait où elle était, moi en tout cas j'étais convaincu que quelque chose de très grave s'était produit », dira René Gagnon dans une émission spéciale sur le meurtre de Denise Morelle, 6 ans après le meurtre. La troupe de théâtre apprend le dénouement, en même temps que le Québec, le lendemain.
Denise Morelle n'indique à personne qu'elle va visiter l'appartement de la rue Sanguinet. Le lendemain de sa visite, le propriétaire de l'appartement de la rue Sanguinet téléphone au domicile de Denise Morelle. Il souhaite avoir ses commentaires. Il demande à lui parler, le colocataire dit être sans nouvelle d'elle depuis 24 heures. Il contacte les policiers.
Vers 16 h, le 18 juillet 1984, le corps de Denise Morelle est découvert par des patrouilleurs du Service de police de la Communauté urbaine de Montréal  au 1689, rue Sanguinet (point 2 de la carte géographie), à Montréal. Chaque pièce de l'appartement est fouillée. Le corps est transporté dans un laboratoire de Montréal aux fins d'analyse.

## Le meurtre
Denise Morelle a été battue, brûlée, agressée sexuellement et assassinée. Son agresseur l'a rouée de coups de poing, frappée avec un tuyau en fer chaud, l'a étranglée, d'abord avec ses mains, puis avec une mince corde. Il est parti avec l'argent qu'elle venait de retirer au guichet automatique, en abandonnant le cadavre sur les lieux.

## Médiatisation
Les médias annoncent l'agression sauvage et mortelle de Denise Morelle. Ce meurtre ébranle le Québec et la communauté artistique québécoise. Ce crime est qualifié, par les criminalistes, comme un des plus terribles. Il va rester irrésolu pendant plus de vingt ans et ressurgit à plusieurs reprises dans des émissions. Plusieurs années plus tard, le procès de l'assassin occupera une place prépondérante dans l'actualité.
Dans le journal Télé Radio-Monde, dans La Presse et dans le Journal de Montréal, plusieurs personnalités publiques se prononcent :
| Personnalité publique                              | Témoignages post-meurtre de personnalités publiques dans les médias |
| -------------------------------------------------- | --- |
| Danielle Bissonnette, comédienne et amie           | « Lundi, le 16 juillet dernier, je me suis rendue à l'Union des Artistes (UDA) où j'ai rencontré Denise tout à fait par hasard. Nous avons décidé d'aller prendre un café ensemble et nous avons jasé pendant un bon bout de temps. Nous avons eu une discussion comme jamais nous avions eu... Puis, Denise m'a demandé d'aller la reconduire pour un rendez-vous. Ce n'est que le surlendemain que j'ai appris la terrible nouvelle. J'étais à Shawinigan, dans un magasin et tapis, et lorsque je suis arrivée, les gens de l'endroit m'ont appris qu'une de mes consœurs avait été assassinée. Je leur ai alors demandé qui c'était. Ils ne se souvenaient pas exactement du nom. Puis, un homme a déclaré, tout d'un coup son nom. Je me suis mise à hurler, à crier, à pleurer, à trembler. » |
| Gaétan Labrèche, comédien et père de Marc Labrèche | « Je suis profondément choqué et bouleversé. J'ai souvent eu l'occasion de jouer avec elle. C'était une grande comédienne et une amie intime. » --- Gaétan Labrèche et Denise Morelle ont collaboté étroitement pour la pièce Cardinal, Cardinal, Cardinal & Cie de Victor-Lévy Beaulieu, présentée à l'hiver 1983, au Théâtre d'aujourd'hui, environ 18 mois avant le décès de Denise Morelle. |
| Alys Robi, chanteuse                               | « J'avais beaucoup de respect pour elle. Je l'admirais surtout parce qu'elle avait réjoui le cœur des enfants en incarnant Dame Plume dans la Ribouldingue » |
| Michel Tremblay, dramaturge                        | « Pendant une partie de l'été, à la suite de cette tragédie, on s'est demandé si on allait pouvoir faire la pièce [Albertine, en cinq temps, dont les répétitions devaient commencer en août 1984 dans laquelle Denise Morelle avait décroché un important rôle]. Tout le monde était ébranlé, dans l'équipe. Nous aimions tous Denise... » |

Au moment du meurtre de Denise Morelle, John Turner est le premier ministre du Canada et René Lévesque est le premier ministre du Québec. Jean Drapeau est le maire de la Ville de Montréal.
À l'été 2008, la production de l'émission Un tueur si proche, diffusée sur les ondes de Canal D, s'intéresse à l'assassinat de Denise Morelle. Une émission de 60 minutes se consacre à la reconstitution fictive du meurtre de Denise Morelle et est diffusée une première fois le vendredi 17 octobre 2008.

## Funérailles
La dépouille de Denise Morelle est exposée deux jours et ses funérailles religieuses ont lieu le lundi 23 juillet 1984 à l'Église St-Clément à Montréal, 6 jours après sa mort. De nombreuses personnalités publiques et des admirateurs assistent à la cérémonie. Parmi les personnalités publiques qui ont tenu à rendre hommage à leur consœur : Jean Duceppe, Pascal Renais, Gaétan Labrèche, Monique Mercure, Albert Millaire, André Montmorency, Juliette Huot, Murielle Millard, Julien Bessette, Gérard Poirier, Jean-Louis Roux, Benoît Marleau, Rita Lafontaine, Robert Rivard, Daniel Roussel, Monique Lepage, Gisèle Dufour, René Caron, Michel Tremblay et plusieurs autres. La dépouille de Denise Morelle est inhumée au cimetière Côte-des-Neiges à Montréal.

## Enquête criminelle
Une fouille minutieuse a été faite par les enquêteurs sur les lieux du crime ; les seules pièces à conviction retrouvées sont un carton d'allumettes, un bout de corde, une barre de fer et une empreinte de pied tachée de sang. Les vêtements (blouse, pantalons courts et sous-vêtements), souillés de sang et de sperme du meurtrier, ont été conservés. À l'hiver 2007, un reportage diffusé sur réseau TVA et signé par Jean-François Guérin, dans le cadre de l'émission Qui a tué ?, permet une réouverture de l'enquête, en avril 2007.
Le rapport médico-légal précise qu'au moment de la découverte du cadavre, la victime porte encore sa blouse, mais ses pantalons courts sont enlevés. Les pantalons sont déchirés, la fermeture est cassée et imbibée de sang. Ce rapport fait état d'une attaque brutale, presque indescriptible. La Cour décide de reprendre quelques-unes des constations du pathologiste, dont le fait que la victime a subi un traumatisme grave au niveau du visage et du crâne par un objet contondant, des lacérations au cuir chevelu, de multiples fractures du crâne et du nez, différents traumatismes au niveau du cou, de la paroi vaginale. Le pathologiste a conclu que la cause du décès est attribuable à l'effet additionné de deux traumatismes potentiellement fatals : d'une part, un traumatisme grave du crâne et du cerveau par impacts violents à la tête et au visage avec objet contondant, et d'autre part un traumatisme grave au niveau des structures du cou par pressions et manipulations. Le rapport médico-légal fait également état de contusions profondes et éraflures au niveau des paupières, aux lèvres et au menton, de même qu'une fracture d'une dent inférieure du côté gauche et une dislocation de l'index gauche et contusions au dos et aux deux mains.

## Hypothèses d'enquête
| Hypothèses préconisées par les enquêteurs | Hypothèses préconisées par les enquêteurs | Hypothèses préconisées par les enquêteurs |
| ----------------------------------------- | --- | ----------------------------------------- |
| Hypothèses                                | Preuves accumulées et informations factuelles | Conclusion d'enquête                      |
| VOL                                       | Lors de la découverte du cadavre, la bourse de Denise Morelle est répandue dans la pièce. Les enquêteurs déterminent qu'il manque une somme quelconque au montant que la victime (200 $) avait retiré précédemment à une banque située à 10 minutes de marche. Les enquêteurs croient que le suspect aurait pu épier Denise Morelle jusqu'au 1689 rue Sanguinet pour voler son argent.                                                                                         | PISTE NON FONDÉE                          |
| SUSPECT INTOXIQUÉ                         | Un livreur du restaurant Le Poulet Doré, stationné près du lieu du crime, aurait aperçu un individu louche avec des vêtements possiblement tachés de sang, entre 16 h 30 et 17 h 30, ce qui coïncide avec l'heure du meurtre. Les enquêteurs croient que l'assassin aurait pu trouver refuge dans l'appartement pour consommer des stupéfiants. | PISTE FONDÉE                              |
| PROCHE DE LA VICTIME                      | Un éventuel locataire, venu sur les lieux du crime la veille du meurtre, dit avoir ressenti une présence étrange. Il quitte les lieux avant la fin de la visite, suivant son intuition. Si Denise Morelle s'est rendue jusqu'au hangar (où son corps a été retrouvé), au fond de l'appartement, c'est qu'elle n’avait pas eu peur de continuer la visite et qu'elle était peut-être accompagnée. Elle était connue pour être craintive et ne pas prendre des risques inutiles. | PISTE NON FONDÉE                          |

C'est grâce aux avancées technologiques que le meurtre est résolu. Depuis le début des années 1990, le Laboratoire de sciences judiciaires et de médecine légale (LSJML) a recours aux tests ADN à partir de robots capables d'effectuer cinq fois plus de tests qu'un spécialiste chevronné.
En 2005, la police de Montréal pense avoir arrêté l'assassin et demandé au LSJML de comparer l'ADN de son suspect avec le matériel biologique recueilli sur les lieux du crime 20 ans plus tôt. Le biologiste judiciaire Michel Hamel prépare les échantillons en vue du test ADN : le résultat est négatif.
Le dossier est, dès lors, intégré à la Banque nationale de données génétiques, inaugurée en 2000. Cette base de données pancanadienne contient deux types de fichiers, celui de criminalistique (qui renferme environ 50 000 profils génétiques obtenus sur les lieux de crimes non résolus) et celui des condamnés, qui regroupe environ 165 000 profils de personnes reconnues coupables. Les enquêteurs de l'époque ont trouvé des poils pubiens sur lequel se trouve du sperme. Il sont conservés, comme pièces à conviction, aux archives des crimes non résolus.
Dans les mois qui suivent ce test négatif, un banal vol avec effraction, commis en 2005 par l'assassin de Denise Morelle, permet aux enquêteurs de le situer. L'empreinte génétique recueillie dans l'affaire Morelle est automatiquement comparée aux profils répertoriés dans la bande de données. L'empreinte correspond à celle de Gaétan Bissonnette. Ce dernier a été reconnu coupable du viol d'une femme en 2003, et d'un vol avec effraction en 2005. Le juge exige un prélèvement de son ADN, permettant de résoudre le meurtre, 23 ans après.

## Procès et verdict
Le 8 août 2007, la police de Montréal annonce l'arrestation et la comparution imminente de Gaétan Bissonnette, âgé de 49 ans, cumulant plus de 15 comparutions devant des tribunaux pour divers méfaits. L'homme est accusé de meurtre prémédité le 9 août 2007.
Gaétan Bissonnette avoue sa culpabilité pour une accusation réduite de meurtre au deuxième degré le 16 novembre 2007. Il est initialement accusé de meurtre prémédité. Au moment de commettre le meurtre de Denise Morelle, il a 26 ans. Il est décrit comme un individu avec un lourd passé judiciaire et consommateur de stupéfiants. Il est condamné pour la première fois en 1976 alors qu'il est âgé de 18 ans. S'ensuit une série de dix-neuf condamnations. La dernière remonte à juin 2006, il est condamné à deux ans moins un jour d'emprisonnement pour un vol commis par effraction. En 1982, il est condamné pour voies de fait avec intention de voler.
Le procès se déroule les 16, 20 et 30 novembre 2007, au palais de justice de Montréal. Il établit qu'au moment du meurtre, le tueur est en libération conditionnelle depuis le 14 juin 1984. Environ un mois après avoir commencé sa libération conditionnelle, il tue Denise Morelle. Le soir même de l'assassinat de la comédienne, il respecte ses contraintes de libération en se présentant aux autorités. Un mois plus tard, le 18 août 1984, il agresse sexuellement une deuxième victime, et, de nouveau, se présente aux autorités. Pour cette agression, il sera arrêté 4 jours plus tard, mais aucun lien avec le crime de Denise Morelle n’est fait par les policiers.
Le magistrat, à la suite de la prononciation de la peine d'emprisonnement à vie avec un minimum de 14 ans de pénitencier sans possibilité de libération conditionnelle, juge la peine insuffisante. Il met l'affaire en délibéré pendant une heure avant de rendre sa sentence.
Dans son jugement, le juge James Brunton, de la Cour supérieure, explique que même s'il a plaidé coupable à une accusation, Gaétan Bissonnette a commis un crime qui s'apparente davantage à un meurtre prémédité, parce que Denise Morelle a été tuée dans un contexte d'agression sexuelle particulièrement brutale. Le juge décrit Bissonnette comme un homme avec un lourd passé judiciaire aux prises avec un sérieux problème de violence, qui n’a jamais été soigné. Le 30 novembre 2007, il est condamné à perpétuité avec 20 ans de détention ferme. Il n'a aucune réaction lors du prononcé de la sentence. Il pourra demander une liberté conditionnelle lorsqu'il aura 70 ans, en 2027.
Quatre neveux et nièces, de même que le frère de la victime, Gaston, sont présents au palais de justice au moment où la sentence a été prononcée. Ils se disent heureux et satisfaits du verdict et remercient le juge Burton. Le procès est notamment couvert par la journaliste judiciaire québécoise Isabelle Richer.